# Коук, Кристофер
Кристофер Майкл Коук, известный также как Дудус (род. 13 марта 1969 года) — ямайский наркобарон и лидер банды Shower Posse, созданной его отцом Лестером Коуком на Ямайке и экспортировавшей в больших количествах марихуану и кокаин в США.
Благодаря прибыли его отца от продажи наркотиков, Кристофер и его братья и сестры росли в роскоши и обучались в элитных частных школах. Его сестра и брат были убиты в бандитских столкновениях. Коук постепенно брал в свои руки дело отца. После его смерти в 1992 году 23-летний «Дудус» стал лидером банды, а также де-факто лидером общины Тиволи в Вест-Кингстоне. Он разработал общественные программы, чтобы помочь бедным, это обеспечило Коуку поддержку местных жителей и усложняло работу полиции.
Коук был арестован по обвинению в торговле наркотиками и экстрадирован в Соединенные Штаты в 2010 году. Его арест спровоцировал столкновения жителей Вест-Кингстона с полицией. В 2011 году Коук признал себя виновным в вымогательстве и связи с незаконным оборотом наркотиков и убийствами. 8 июня 2012 года он был приговорен федеральным судом Нью-Йорка к 23 годам лишения свободы в федеральной тюрьме.

## Ранний период жизни
Кристофер Майкл Коук родился в Кингстоне, Ямайка, в 1969 году и был младшим сыном Лестера Ллойда Коука и Патрисии Халлибёртон. Помимо Кристофера у Коуков были ещё один сын и дочь.
Лестер Коук, также известный как «Джим Браун», был основателем банды по торговле наркотиками Shower Posse. Вместе с партнером Вивианом Блейком Лестер Коук курировал перевозку огромного количества кокаина и марихуаны с Ямайки в США. Кроме того, они были причастны к более чем 1000 убийств в обеих странах в конце 1980-начале 1990-х годов.
Банда правила районом Тиволи-Гарденс в Вест-Кингстоне, где жила семья Коук. Хотя район исторически был очень бедным, Коук нажил огромное богатство на наркоторговле, и его семья жила в роскоши. Кристофер Коук и его брат и сестра учились в элитной школе вместе с детьми политической элиты страны. Семья пострадала от насилия, связанного с конкуренцией в торговле наркотиками. Сестра Коука была смертельно ранена в 1987 году, а его старший брат был убит в 1992 году.
В 1990 году Министерство юстиции США предъявило Лестеру Коуку и другим ключевым членам банды, в том числе Вивиану Блейку, обвинения в торговле наркотиками и убийствах, и власти Ямайки арестовали их. Через два года после ареста Лестер Коук умер при пожаре, возникшем при невыясненных обстоятельствах в тюрьме общего режима в Кингстоне, где он ожидал экстрадиции в США.

## Лидер банды
Кристофер Коук входил в число первых помощников отца. Он начал эффективно управлять делами банды в возрасте 23 лет, после смерти отца. Он также позиционировал себя как лидера общины Тиволи. Он раздавал деньги безработным, а также создал центры по оказанию помощи детям. Он получил широкую поддержку в общине, так что полиции Ямайки пришлось добиваться отдельного разрешения властей для проведения операций в районе.

## Запрос об экстрадиции и бунт в Кингстоне
В 2009 году Соединенные Штаты впервые просили правительство Ямайки о выдаче Коука по обвинению в незаконном обороте наркотиков.
Брюс Голдинг, премьер-министр Ямайки и лидер Лейбористской партии Ямайки, изначально отказался выдать Коука. Он утверждал, что США без ордера занимались прослушиванием переговоров Коука при сборе доказательств. 17 мая 2010 года Голдинг смягчился и выдал ордер на арест Коука.
Сенатор Том Таварес-Финсон отказался от дальнейшего сотрудничества с Коуком как адвокат 18 мая 2010 года, «в целях избежания конфликта интересов». После этой новости сторонники Коука начали протестовать и вооружаются. В конце мая 2010 года национальное правительство объявило в Кингстоне чрезвычайное положение после серии перестрелок и взрывов в пределах города. 24 мая 2010 года военные и полиция начали широкомасштабную операцию в Кингстоне по аресту Коука. К 27 мая в ходе операции было убито не менее 73 человек, в первую очередь в районе Тиволи. The New Yorker сообщал о 74 погибших, в том числе одном солдате.

## Арест
Коук был арестован на контрольно-пропускном пункте в Кингстоне, по пути в посольство США, куда он собирался явиться для сдачи. Он, возможно, были замаскирован под женщину, был в парике и женских солнцезащитных очках. Преподобный Эл Миллер, влиятельный евангелистский священник, был задержан вместе с Коуом. Миллер рассказал полиции, что Коук опасается за свою жизнь в случае, если сдастся непосредственно полиции, и попросил помочь Коуку добраться до посольства США. Миллер месяцем раньше способствовал сдаче брата Коука.
Опасаясь за свою безопасность (отец Коука умер в ямайской тюрьме при загадочных обстоятельствах), Коук отказался от своего права на судебное разбирательство об экстрадиции и согласился немедленно предстать перед судом США. Коук находился под усиленной охраной в ожидании экстрадиции, так как полиция опасались нападения его сторонников.
Коук заявил, что его решение сдаться, было основано на желании положить конец насилию, связанному торговлей наркотиками на Ямайке, в котором он потерял сестру, брата и отца. Он сказал:

«Я принял это решение, так как считаю, что это в интересах моей семьи, общины Вест-Кингстона и, в частности, жителей Тиволи и, прежде всего, в интересах Ямайки».

## Судебные разбирательства в США
Коук был помещен в Федеральный исправительный центре Метрополитен в Нью-Йорке на время судебного разбирательства. Он изначально признал себя виновным по обвинению в обороте наркотиков и торговлей оружием в мае 2011 года. 30 августа 2011 года он признал себя виновным перед судьей Робертом П. Паттерсоном в Федеральном окружном суде Нью-Йорке по всем обвинениям.
Первоначально запланированное на 8 декабря 2011 года оглашение приговора было отложено, чтобы дать время адвокатам Коука и федеральным прокурорам на сбор дополнительных сведений. Адвокаты привлекли в качестве свидетелей членов семьи Коука, которые характеризовали его как доброжелательного и хорошо воспитанного человека. Напротив, федеральные прокуроры представили документы о том, что Коук, чтобы поддержать свою наркоимперию, организовал по крайней мере пять убийств. При совершении одного из них он якобы лично расчленил свою жертву бензопилой за кражу у него наркотиков. Ямайское правительство предоставило доказательства, полученных путём прослушки мобильного телефона Коука до его ареста. 8 июня 2012 года Коук был приговорен к 23 годам лишения свободы.